# 설리항
설리항(雪里港)은 경상남도 남해군 미조면 송정리, 설리마을 인근에 있는 어항이다. 2002년 8월 6일 어촌정주어항으로 지정하여 관리하고 있다. 시설관리자는 남해군수이다.

## 어항 연혁
- 마을 뒷산의 지형이 용이 서린 모습과 같다고 하여“반룡촌(盤龍忖)”이라고 불렀으며, 하늘에 올라가서 용이 되지 못하고 땅에 서리고 살아가는 용이 반룡인데 이러한 땅의 순 우리말은“서리곳이”이다. 그래서 설리(雪里)라 유래되었다.

## 어항 시설
- 방파제 L=0, B=0m, 선착장 L=52m, B=6.5m, 호안 L=344, B=6m, 물량장 L=122m, B=23m

## 주요 어종
- 문어, 장어, 도다리, 물메기, 숭어, 메기, 감성돔 등